# 8994 Kashkashian
A 8994 Kashkashian (ideiglenes jelöléssel 1980 VG) a Naprendszer kisbolygóövében található aszteroida. B. A. Skiff fedezte fel 1980. november 6-án.